# Halarchon
Halarchon  (лат.) — монотипный род двудольных растений семейства Амарантовые (Amaranthaceae), включающий вид Halarchon vesiculosus (Moq.) Bunge. Выделен немецко-российским ботаником Александром Андреевичем Бунге в 1862 году.
Ранее единственный вид описывался в составе рода Halocharis под таксономическим названием Halocharis vesiculosa Moq.basionym.

## Распространение
Единственный вид является эндемиком Афганистана.

## Общая характеристика
Однолетние травянистые растения.
Листья размещены супротивно.
Цветок с простым околоцветником; рыльцев два.